# Tarsdorf
Tarsdorf là một đô thị ở huyện Braunau am Inn bang Oberösterreich, nước Áo. Đô thị này có diện tích 32,34 km², dân số thời điểm ngày 31 tháng 12 năm 2005 là 1980 người. Đô thị này nổi tiếng với làng Fucking.
 Tư liệu liên quan tới Category:Tarsdorf tại Wikimedia Commons